# Liste der Bodendenkmäler in Stadtsteinach
Auf dieser Seite sind die Bodendenkmäler in der oberfränkischen Stadt Stadtsteinach zusammengestellt. Diese Tabelle ist eine Teilliste der Liste der Bodendenkmäler in Bayern. Grundlage ist die Bayerische Denkmalliste, die auf Basis des Bayerischen Denkmalschutzgesetzes vom 1. Oktober 1973 erstmals erstellt wurde und seither durch das Bayerische Landesamt für Denkmalpflege geführt wird. Die folgenden Angaben ersetzen nicht die rechtsverbindliche Auskunft der Denkmalschutzbehörde.

## Bodendenkmäler der Stadt Stadtsteinach

### Bodendenkmäler in der Gemarkung Rugendorf
| Lage                 | Objekt                                     | Akten-Nr.     | Bild |
| -------------------- | ------------------------------------------ | ------------- | ---- |
| Rugendorf (Standort) | Grabhügel vorgeschichtlicher Zeitstellung. | D-4-5834-0010 |      |

### Bodendenkmäler in der Gemarkung Schwand
| Lage               | Objekt                                                     | Akten-Nr.     | Bild |
| ------------------ | ---------------------------------------------------------- | ------------- | ---- |
| Schwand (Standort) | Mittelalterlicher Turmhügel. Siehe auch: Turmhügel Schwand | D-4-5735-0014 |      |
| Schwand (Standort) | Mittelalterlicher Turmhügel. Siehe auch: Burg Vorderreuth  | D-4-5835-0017 |      |

### Bodendenkmäler in der Gemarkung Stadtsteinacher Forst
| Lage                             | Objekt | Akten-Nr.     | Bild |
| -------------------------------- | --- | ------------- | ---- |
| Stadtsteinacher Forst (Standort) | Frühmittelalterliche Ringwallanlage Grünbürg. Siehe auch: Ringwall Grünbürg                                                                                           | D-4-5835-0004 |      |
| Stadtsteinacher Forst (Standort) | Mittelalterlicher Burgstall. | D-4-5835-0005 |      |
| Stadtsteinacher Forst (Standort) | Mittelalterlicher Turmhügel. | D-4-5835-0006 |      |
| Stadtsteinacher Forst (Standort) | Mittelalterlicher Burgstall. | D-4-5835-0007 |      |
| Stadtsteinacher Forst (Standort) | Höhle mit Funden vorgeschichtlicher Zeitstellung. | D-4-5835-0008 |      |
| Stadtsteinacher Forst (Standort) | Bergbauareal vor- und frühgeschichtlicher oder mittelalterlicher Zeitstellung.                                                                                        | D-4-5835-0051 |      |
| Stadtsteinacher Forst (Standort) | Bergbauareal vor- und frühgeschichtlicher oder mittelalterlicher Zeitstellung.                                                                                        | D-4-5835-0052 |      |
| Stadtsteinacher Forst (Standort) | Untertägige Teile der mittelalterlichen Burgruine Nordeck sowie Fundamente abgegangener Bauten des Mittelalters und der frühen Neuzeit. Siehe auch: Burgruine Nordeck | D-4-5835-0110 |      |

### Bodendenkmäler in der Gemarkung Stadtsteinach
| Lage                     | Objekt | Akten-Nr.     | Bild |
| ------------------------ | --- | ------------- | ---- |
| Stadtsteinach (Standort) | Freilandstation des Altpaläolithikums. | D-4-5835-0010 |      |
| Stadtsteinach (Standort) | Freilandstation des Altpaläolithikums. | D-4-5835-0011 |      |
| Stadtsteinach (Standort) | Freilandstation des Paläolithikums. | D-4-5835-0012 |      |
| Stadtsteinach (Standort) | Vermutlich mittelalterlicher Turmhügel. | D-4-5835-0036 |      |
| Stadtsteinach (Standort) | Verflachter mittelalterlicher Turmhügel. | D-4-5835-0038 |      |
| Stadtsteinach (Standort) | Untertägige Teile bestehender Stadtmauerpartien und Fundamente abgegangener Abschnitte der spätmittelalterlichen Stadtbefestigung von Stadtsteinach.                                                       | D-4-5835-0040 |      |
| Stadtsteinach (Standort) | Mittelalterliche Wüstung Plankenhoven. | D-4-5835-0041 |      |
| Stadtsteinach (Standort) | Untertägige Teile der mittelalterlichen bis frühneuzeitlichen Marienkapelle in Stadtsteinach. | D-4-5835-0104 |      |
| Stadtsteinach (Standort) | Fundamente mittelalterlicher Vorgängerbauten der Katholischen Pfarrkirche St. Michael in Stadtsteinach sowie Körpergräber des Mittelalters und der frühen Neuzeit. Siehe auch: St. Michael (Stadtsteinach) | D-4-5835-0105 |      |
| Stadtsteinach (Standort) | Untertägige mittelalterliche und frühneuzeitliche Siedlungsteile im Bereich der Altstadt von Stadtsteinach.                                                                                                | D-4-5835-0106 |      |